# The Young Americans (zespół muzyczny)
The Young Americans – organizacja non-profit i grupa wykonawców z siedzibą w Południowej Kalifornii, pierwszy w Ameryce zespół łączący w swoich występach choreografię z chóralnym śpiewem. Założył go w 1962 Milton C. Anderson. Teraz The Young Americans uczą młodzież w Stanach Zjednoczonych oraz w innych częściach świata, jako orędownicy edukacji muzycznej, w ramach międzynarodowego tournée International Music Outreach Tours. Obecnie grupa składa się w przybliżeniu z 200 młodych ludzi pomiędzy 16 a 25 rokiem życia z prawie każdego stanu USA i kilku innych krajów.
Pierwsze warsztaty The Young Americans w Polsce odbyły się w dniach 5–7 czerwca 2007 w I Liceum Ogólnokształcącym w Lubinie.